# Pure Pwnage
Pure Pwnage är en internet TV-serie som har hållit på sedan 2004. Serien har en stor publik bland gamers.
Huvudpersonerna är Jeremy (teh_pwnerer) och Kyle. Kyle filmar Jeremy när han spelar datorspel som en pro gamer (professionell datorspelare) och övar sin übermicro tillsammans med sin skjutgalne kompis FPS Doug. Jeremys tränare, teh_masterer, hjälper honom att bli en mer avancerad gamer och ta vara på sina talanger.